# Clubiona pantherina
Clubiona pantherina là một loài nhện trong họ Clubionidae.
Loài này thuộc chi Clubiona. Clubiona pantherina được Pater Chrysanthus miêu tả năm 1967.